# Rick Scott
Richard Lynn (Rick) Scott (Bloomington (Illinois), 1 december 1952) is een Amerikaans politicus van de Republikeinse Partij. Sinds januari 2019 zetelt hij voor de staat Florida in de Amerikaanse Senaat. Daarvoor diende hij acht jaar als gouverneur van Florida.

## Levensloop
Scott is ondernemer van beroep, gespecialiseerd in private equity voor de gezondheidszorg in de Verenigde Staten. In 2010 stelde hij zich kandidaat voor het gouverneurschap van Florida. Scott versloeg tijdens de Republikeinse voorverkiezing Bill McCollum en Mike McCalister en werd de kandidaat van de Republikeinse Partij. Zijn tegenstander bij de algemene verkiezingen werd de Democraat Alex Sink, die op dat moment minister van financiën van Florida onder gouverneur Charlie Crist was. Scott versloeg Sink met iets meer dan 1% verschil en werd gekozen als de 45e gouverneur van Florida.  Hij werd ingezworen op 4 januari 2011.
Bij de gouverneursverkiezingen van 2014 moest Scott het opnemen tegen zijn voorganger, de Democraat Charlie Crist. De peilingen gaven voor beiden geen duidelijke meerderheid aan, en het bleef tot op het laatste moment spannend wie een tweede termijn als gouverneur zou bemachtigen. Uiteindelijk werd Scott, met een even kleine marge als vier jaar eerder, herkozen.
Na twee ambtstermijnen mocht Scott zich bij de gouverneursverkiezingen van 2018 niet nogmaals verkiesbaar stellen. In plaats daarvan streed hij bij de congresverkiezingen van dat jaar mee voor een zetel in de Amerikaanse Senaat. Hierbij wist Scott de zittende Democraat Bill Nelson nipt te verslaan. In januari 2019 werd Scott benoemd als senator. Het gouverneurschap van Florida werd overgenomen door zijn partijgenoot Ron DeSantis.
- Gemeinsame Normdatei: 1195198272
- Library of Congress Control Number: no2014058871
- SNAC: w6k46kpr
- Biographical Directory of the United States Congress: S001217
- Virtual International Authority File: 308698248
- WorldCat: E39PBJvMvgtYHKxrMJ6r6KKyBP